# ترومالد (مینه‌سوتا)
ترومالد، مینه‌سوتا (به انگلیسی: Trommald, Minnesota) یک شهر در ایالات متحده آمریکا است که در شهرستان کرو وینگ، مینه‌سوتا واقع شده‌است.

## خصوصیات
ترومالد ۱۰٫۱۸ کیلومترمربع مساحت و ۹۸ نفر جمعیت دارد و ۳۷۲ متر بالاتر از سطح دریا واقع شده‌است.